# Alone in the Dark II
Alone in the Dark II je horor z roku 2009, ve kterém si zahráli Rick Yune, Lance Henriksen, Bill Moseley, Rachel Specter a Danny Trejo. Film režírovala dvojice Peter Scheerer a Michael Roesch. Jedná se o pokračování filmu od Uwe Boll z roku 2005 Alone in the Dark.
Natáčelo se v New Yorku a Los Angeles. Film je založen na videohře z roku 2008 Alone in the Dark, ale i na starších hrách tohoto typu.

## Obsazení
| Rick Yune       | Edward Carnby  |
| Rachel Specter  | Natalie        |
| Lance Henriksen | Abner Lundberg |
| Bill Moseley    | Dexter         |
| Ralf Moeller    | Boyle          |
| Danny Trejo     | Perry          |
| Zack Ward       | Xavier         |
| Natassia Malthe | Turner         |
| Jason Connery   | Parker         |
| Michael Pare    | Willson        |
| P.J. Soles      | Martha         |
| Brooklyn Sudano | Sinclair       |